# Baixo Cinca
O Baixo Cinca (Baix Cinca en catalão, oficialmente Bajo Cinca/Baix Cinca) é uma comarca aragonesa situada no curso do rio Cinca. Sua capital é Fraga.

## Municípios
A comarca engloba os municípios de Ballobar, Belver de Cinca, Candasnos, Chalamera, Fraga, Mequinenza, Ontiñena, Osso de Cinca, Torrente de Cinca, Velilla de Cinca y Zaidín.

## Geografia
Limita ao norte com as comarcas da Litera e Cinca Medio, a oeste com a comarca de Monegros, ao sul com a comarca de Baixo Aragão-Caspe, e a leste com a província de Lérida.
Sua geografia está caracterizada pelo contraste das ribeiras férteis dos rios Ebro, Cinca e Segre e a seca que se estende vale a fora. Nos últimos anos também tem sido desenvolvida a rirrigação nas zonas secas, que fez com que a paisagem se modificasse. Além disso, É de grande valor ecológico a Serreta Negra, com várias espécies de plantas endémicas.

## Território e População
| Município         | Extensão (km²) | % do total | Habitantes (2011) | % do total | Densidade (hab/km²) | Altitude (metros) | Distância de Fraga (km) | Aldeias                           |
| ----------------- | -------------- | ---------- | ----------------- | ---------- | ------------------- | ----------------- | ----------------------- | --------------------------------- |
| Ballobar          | 127,7          | 9,0        | 974               | 4,0        | 7,63                | 154               | 19                      |                                   |
| Belver de Cinca   | 82,6           | 5,8        | 1.374             | 5,6        | 16,63               | 196               | 27                      | Monte Julia, San Miguel, Valonga. |
| Candasnos         | 122,4          | 8,6        | 395               | 1,6        | 3,23                | 283               | 25                      |                                   |
| Chalamera         | 11,5           | 0,8        | 122               | 0,5        | 10,61               | 195               | 24                      |                                   |
| Fraga             | 437,6          | 30,8       | 14.426            | 58,6       | 32,97               | 118               | -                       | Litera, Miralsot.                 |
| Mequinenza        | 307,2          | 21,6       | 2.478             | 10,1       | 8,07                | 75                | 19                      |                                   |
| Ontiñena          | 137,0          | 9,7        | 597               | 2,4        | 4,36                | 215               | 31                      |                                   |
| Osso de Cinca     | 27,7           | 2,0        | 768               | 3,1        | 27,73               | 182               | 23                      | Almudafar.                        |
| Torrente de Cinca | 56,8           | 4,0        | 1.337             | 5,4        | 23,54               | 109               | 7                       |                                   |
| Velilla de Cinca  | 16,5           | 1,2        | 449               | 1,8        | 27,21               | 126               | 11                      |                                   |
| Zaidín            | 92,6           | 6,5        | 1.689             | 6,9        | 18,24               | 155               | 14                      |                                   |
| Total             | 1.419,6        | 100,0      | 24.609            | 100,0      | 17,34               | -                 | -                       |                                   |